# Ascensor
Un ascensor és un aparell per a transportar persones o coses d'un nivell inferior a un altre de superior. S'utilitza especialment per a pujar o baixar persones als diferents pisos d'un edifici, evitant així haver d'utilitzar les escales.

## Història

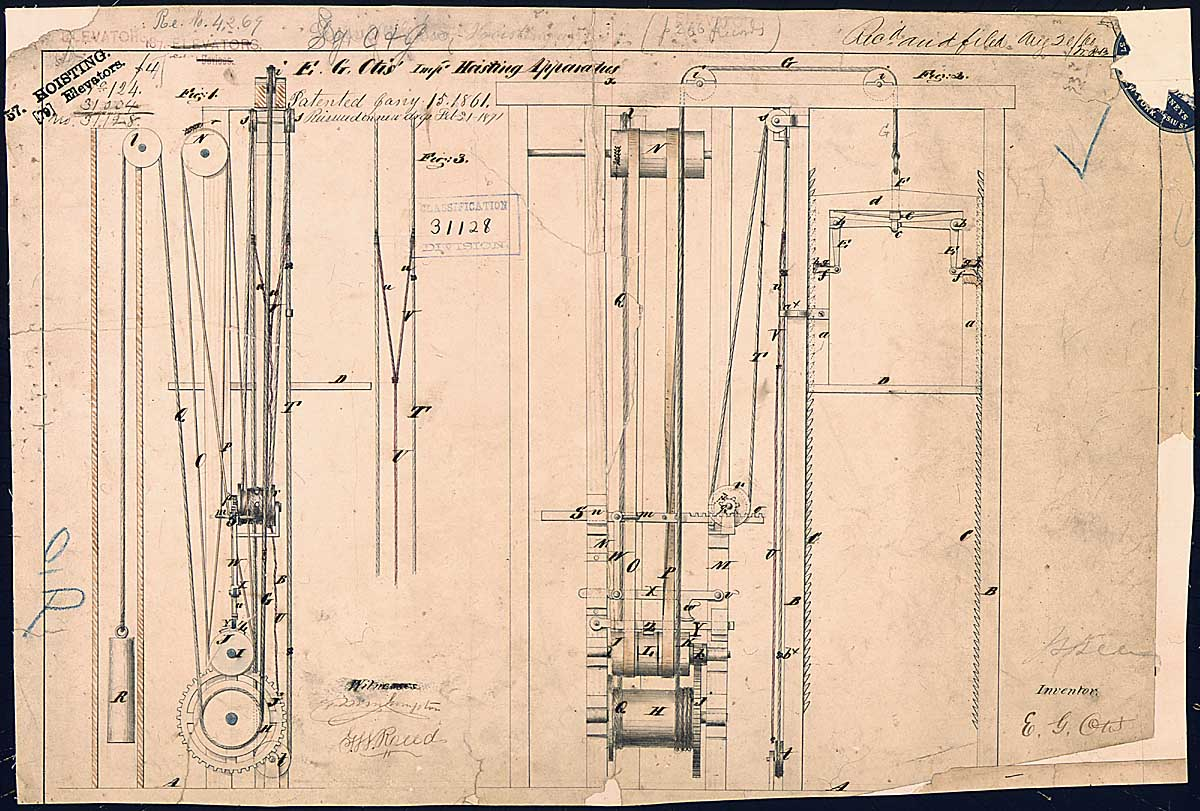
Ascensor d'Elisha Graves Otis, patent del 15 de gener de 1861.

L'ascensor es va començar a utilitzar als Estats Units, ja que el preu del terra va augmentar i es van descobrir noves formes i tècniques de construir horitzontalment i va resultar més econòmic la compra d'acer. Però des de l'antiguitat, al començament del segle iii aC ja es van començar a utilitzar els ascensors i les grues però eren molt bàsics i es movien per l'energia humana, animal o per la del corrent d'aigua, a la part superior hi havia una politja per aconseguir més potència.
Els ascensors mecànics com els coneixem avui en dia no es van inventar fins al segle xix i els seus inicis no van ser molt prometedors, ja que aquests funcionaven per vapor i sovint sortia als diaris la notícia d'algun ascensor desplomat.
El 1852, Elisha Graves Otis va crear la seva pròpia empresa i va inventar el fre de seguretat, que va ser instal·lat per primera vegada a un ascensor de vapor el 1857 a un edifici de 5 pisos. Al cap de 20 anys de la fundació d'aquesta empresa, el 1872, el senyor C. W. Baldwin va inventar l'ascensor hidràulic amb engranatges i el primer ascensor que es va comercialitzar amb aquest sistema va ser el 1874 després que ja s'haguessin instal·lat a uns quants ascensors de pràctiques. El primer ascensor elèctric el va construir Werner von Siemens el 1880.
Tot això també va ser una revolució immobiliària, ja que es van poder construir edificis més alts i les plantes baixes van perdre tota la seva popularitat i es va començar a dir que eren molt brutes i sorolloses de manera que els àtics van pujar de preu.

## Parts de l'ascensor

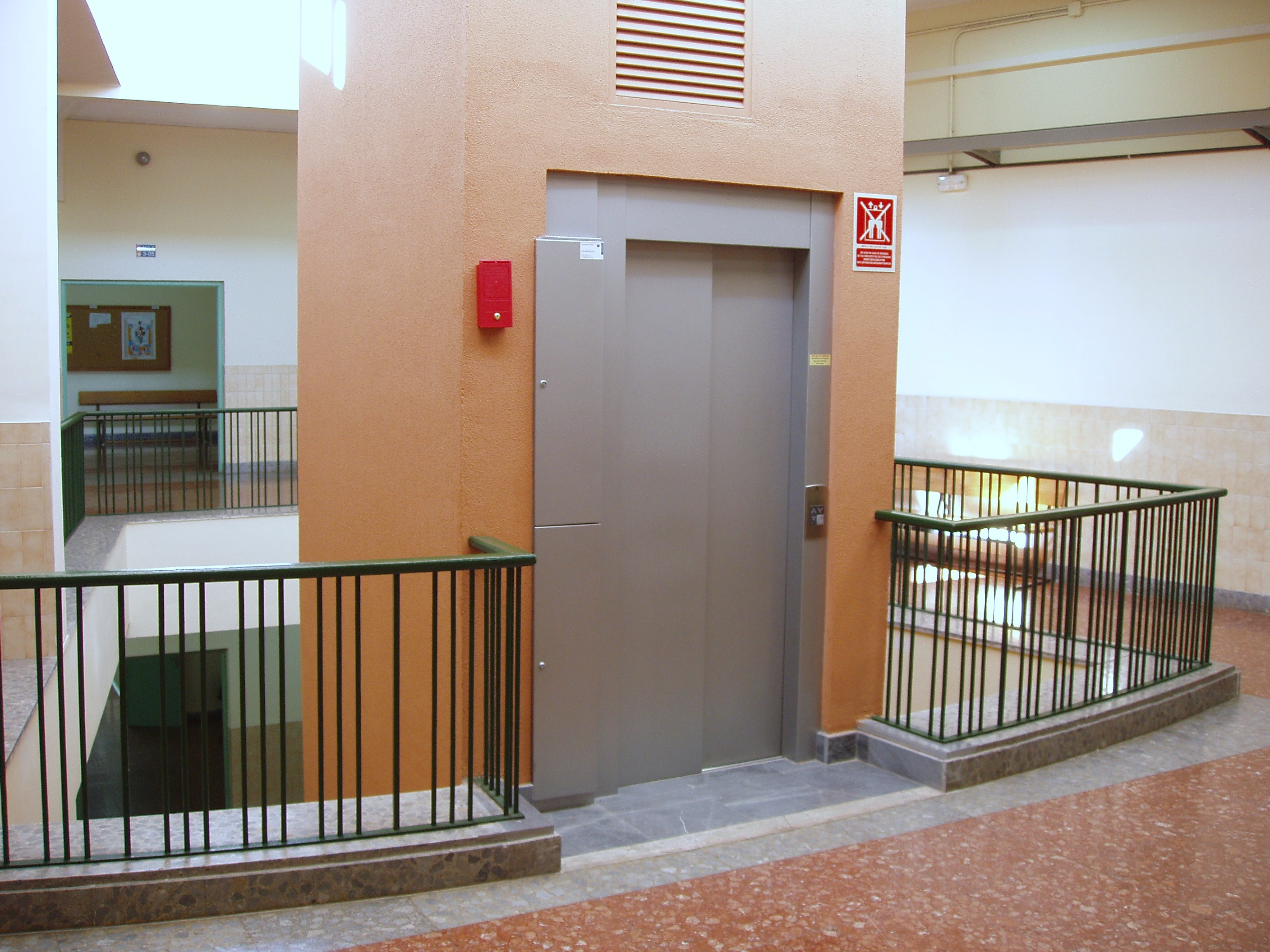
Un ascensor a l'ull de l'escala

L'ascensor consta de diferents parts que varien segons el tipus d'ascensor i segons els fins als que està destinat:
- La cabina és essencial per transportar qualsevol objecte i/o persona.
- El motor és l'encarregat de fer la força suficient per moure l'ascensor. Si no hi ha càrrega gairebé no ha de fer força, ja que hi ha el contrapès que s'encarrega que la força sigui menor, però igualment hi actuen les forces de fricció. En el cas que l'ascensor vagi carregat, el motor és l'encarregat que pugi i baixi, ja que el contrapès ja no és suficient.
- El contrapès de l'ascensor serveix per neutralitzar el pes de la cabina i perquè el motor no hagi de generar tanta energia. El contrapès compleix la funció de compensar el pes mort de la cabina, per igualar aproximadament el treball necessari en l'elevació i el descens. D'aquesta manera s'aconsegueix disminuir la potència necessària, i augmentar la seguretat de funcionament, ja que, en el cas de lliscament dels cables sobre la corriola tractora, el contrapès alenteix la caiguda de la cabina. No obstant això, aquest augmenta les resistències de fregament en les guies, les masses que cal accelerar en l'elevació i el cost de la instal·lació. El contrapès corre sobre unes guies formades de ferros en O o en L, fortament subjectes i tancats en l'extrem superior per a evitar que se surti. El contrapès únicament no és necessari en els ascensors dobles, ja que s'equilibren entre si. En un ascensor convencional cal un contrapès que faci de suport del pes de l'ascensor; sinó el cable no tindria la força suficient tant com per aixecar-lo com per baixar-lo sense suport.
- L'estructura és l'encarregada de subjectar l'ascensor.
- La corda és l'encarregada de subjectar l'ascensor a l'aire i ha de ser suficientment resistent com per aguantar el pes de la cabina i el del contrapès. Hi ha molts tipus de cordes però les més utilitzades són les de ferro. Actualment ja hi ha ascensors més moderns, hidràulics que funcionen sense corda, ja que ha sota la cabina té un sistema hidràulic que aguanta el seu pes.
- Els comandaments, són els que et permeten transmetre a l'ordinador el pis al qual es vol anar. Hi ha de molts tipus, des d'ascensors de seguretat que van amb claus fins a ascensor que són tàctils.
- la part de seguretat, aquesta consta de diferents parts: Limitador de velocitat, paracaigudes i amortidors.

## Usos dels ascensors

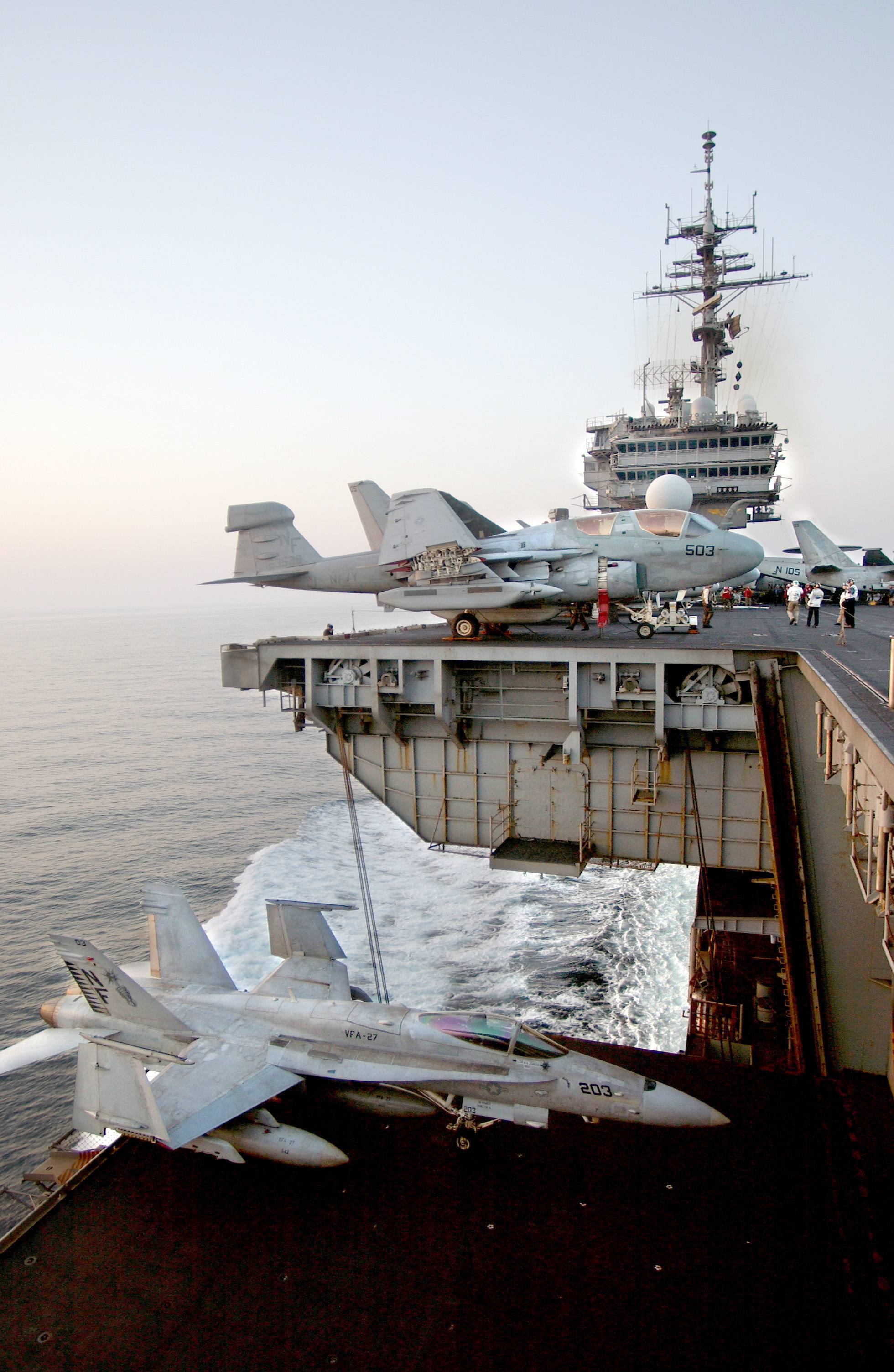
Un F/A-18 C en un ascensor d'aeronaus del USS KittyHawk

### Portaavions
Avui en dia els portaavions són uns vehicles decisius per a la guerra. Per a poder transportar el màxim de coses possibles dins el vaixell hi ha un hangar on es guarden avions, armes, menjar...
Aquests ascensors suporten un gran pes, poden arribar a portar fins a 200.000 lliures (90.720 kg) el seu motor és enorme, ocupa una habitació gran i l'ascensor va de l'hangar fins a la coberta.

### Muntacàrregues
Poden ser petits o grans però tots s'utilitzen per a transportar objectes com per exemple: des de la cuina fins al menjador (a les cases antigues), als Hotels pel servei, etc.

### Ascensors personals
Són uns ascensors que només transporten persones, van ser creats el 1884 pel londinenc J. E. Hall. Aquests ascensors estan prohibits en molts llocs perquè són perillosos, en anglès es diuen Paternoster.

## Càlculs de trànsit

### Càlculs de temps d'anada i tornada

#### Història
L'any 1901, l'enginyer consultor Charles G. Darrach (1846-1927) va proposar la primera fórmula per determinar el servei d'ascensor.
El 1908, Reginald P. Bolton va publicar el primer llibre dedicat a aquest tema, 'Elevator Service'. El resum del seu treball va ser un gràfic desplegable massiu (ubicat al final del seu llibre) que va permetre als usuaris determinar el nombre d'ascensors locals i ràpids necessaris perquè un edifici determinat compleixi l'interval de servei desitjat.
El 1912, l'enginyer comercial Edmund F. Tweedy i l'enginyer elèctric Arthur Williams van ser coautors d'un llibre titulat "Commercial Engineering for Central Stations" («Enginyeria comercial per a estacions centrals»). Va seguir l'exemple de Bolton i va desenvolupar un "Gràfic per determinar el nombre i la mida dels ascensors necessaris per als edificis d'oficines d'una superfície total ocupada determinada".
El 1920, Howard B. Cook va presentar un document titulat "Passenger Elevator Service" («Servei d'ascensors de passatgers»). Aquest document va suposar la primera vegada que un membre de la indústria dels ascensors va oferir un mitjà matemàtic per determinar el servei d'ascensor. La seva fórmula va determinar el temps d'anada i tornada (round trip time o RTT) trobant el temps de viatge únic, doblant-lo i sumant 10 segons.
El 1923, Bassett Jones va publicar un article titulat "The Probable Number of Stops Made by an Elevator" («El nombre probable de parades fetes per un ascensor»). Va basar les seves equacions en la teoria de probabilitats i va trobar un mètode raonablement precís per calcular el recompte mitjà de parades. L'equació d'aquest article suposava una personal consistent a cada pis.
{\displaystyle S=n\{1-\left({\frac {n-1}{n}}\right)^{N}\}}
Va passar a escriure una versió actualitzada de les seves equacions l'any 1926 que tenia en compte les persones variables a cada pis. Jones va acreditar a David Lindquist pel desenvolupament de l'equació, però no proporciona cap indicació sobre quan es va proposar per primera vegada.
{\displaystyle S=n-\{\left({\frac {P-P_{a}}{P}}\right)^{N}+\left({\frac {P-P_{b}}{P}}\right)^{N}+...+\left({\frac {P-P_{n}}{P}}\right)^{N}\}}
Tot i que les equacions hi eren, l'anàlisi del trànsit d'ascensors encara era una tasca molt especialitzada que només podien fer experts mundials. Això va ser fins al 1967 quan Strakosch va escriure un mètode de vuit passos per trobar l'eficiència d'un sistema a "Vertical transportation: Elevators and Escalators" («Transport vertical: ascensors i escales mecàniques»).

#### Càlculs de pujada
L'any 1975, Barney i Dos Santos van desenvolupar i publicar la fórmula "Round Trip Time (RTT)", que va continuar el treball de Strakosch. Aquest va ser el primer model matemàtic formulat i és la forma més senzilla que encara avui utilitzen els analitzadors de trànsit.
{\displaystyle RTT=Ht_{1}+t_{2}(S+1)+2Pt_{3}}
Al llarg dels anys s'han fet modificacions i millores en aquesta equació, sobretot l'any 2000, quan Peters va publicar "Improvements to the Up Peak Round Trip Time Calculation" que va millorar la precisió del càlcul del temps de vol, permetent els trajectes curts en ascensor quan el cotxe no arriba a la velocitat o acceleració màxima nominal, i va afegir la funcionalitat de zones exprés. Aquesta equació s'anomena ara "Càlcul del pic amunt" ja que utilitza el supòsit que tots els passatgers entren a l'edifici des de la planta baixa (trànsit entrant) i que no hi ha passatgers que viatgin des d'una planta superior a la planta baixa (trànsit sortint) i que no hi hagi passatgers que viatgin d'una planta interior a la planta baixa (trànsit entre pisos). Aquest model funciona bé si un edifici està més ocupat a primera hora del matí, però en sistemes d'ascensors més complicats, aquest model no funciona.

#### Anàlisi general
El 1990, Peters va publicar un article titulat "Lift Traffic Analysis: Formulae for the General Case" en la qual va desenvolupar una nova fórmula que explicaria els patrons de trànsit mixts, així com l'agrupament de passatgers mitjançant l'aproximació de Poisson. Aquesta nova equació d'anàlisi general va permetre analitzar sistemes molt més complexos, però ara les equacions s'havien tornat tan complexes que era gairebé impossible fer-les manualment i es va fer necessari utilitzar programari per executar els càlculs. La fórmula GA es va ampliar encara més el 1996 per tenir en compte els ascensors de dos pisos.

### Simulacions
Els càlculs RTT estableixen la capacitat de manipulació d'un sistema d'ascensor mitjançant l'ús d'un conjunt de càlculs repetibles que, per a un conjunt determinat d'entrades, sempre produeixen la mateixa resposta. Funciona bé per a sistemes senzills; però a mesura que els sistemes es fan més complexos, els càlculs són més difícils de desenvolupar i implementar. Per a sistemes molt complexos, la solució és simular l'edifici.

#### Simulació basada en despatxador
En aquest mètode, es crea una versió virtual d'un edifici en un ordinador, modelant els passatgers i els ascensors de la manera més realista possible, i s'utilitzen números aleatoris per modelar la probabilitat en lloc d'equacions matemàtiques i percentatge de probabilitat.
La simulació basada en despatxadors ha tingut millores importants al llarg dels anys, però el principi segueix sent el mateix. El simulador més utilitzat, Elevate, es va presentar per primera vegada el 1998 com Elevate Lite.
Tot i que actualment és el mètode més precís per modelar un sistema d'ascensor, el mètode té inconvenients. A diferència dels càlculs, no troba un valor RTT perquè no realitza viatges d'anada i tornada estàndard; per tant, no s'ajusta a la metodologia estandarditzada d'anàlisi del trànsit d'ascensors i no es pot utilitzar per trobar valors com l'interval mitjà; en canvi, s'utilitza generalment per trobar el temps d'espera mitjà.

#### Simulació de Montecarlo
Al primer simposi d'ascensors i escales mecàniques el 2011, Al-Sharif va proposar una forma alternativa de simulació que va modelar l'únic viatge d'anada i tornada d'un cotxe abans de reiniciar-se i tornar a funcionar. Aquest mètode encara és capaç de modelar sistemes complexos, i també s'ajusta a la metodologia estàndard produint un valor RTT. El model es va millorar encara més el 2018 quan Al-Sharif va demostrar una manera de reintroduir una funció semblant a un despatxador que pot modelar sistemes de control de destinació.
Tot i que això elimina amb èxit el principal inconvenient de la simulació, no és tan precís com les simulacions basades en el despatxador ateses les seves simplificacions i la seva naturalesa no contínua. El mètode de Montecarlo també requereix el recompte de passatgers com a entrada, en lloc de passatgers per segon, en altres metodologies.

## Principals fabricants

### Otis
Otis Elevator Company és el principal fabricador de sistemes d'Ascensor i escales mecàniques. L'empresa va ser fundada en Yonkers, Nova York, Estats Units el 1853 per Elisha Graves Otis. La companyia va ser pionera en el desenvolupament d'un sistema de seguretat per a ascensors inventat per Otis, que utilitza un mecanisme per a detenir el carro de l'ascensor en el seu lloc si fallen els cables o les corrioles (o Polipasto). Els desenvolupaments realitzats per Otis van permetre la construcció de gratacels proveïts de sistemes d'elevadors segurs.
Otis ha instal·lat ascensors en diverses de les edificacions més famoses com la Torre Eiffel, el Empire State, el World Trade Center, The Twilight Zone Tower of Terror, Les torres Petronas, la Torre CN, i la Torre Skylon.
En l'àmbit comercial a Espanya, Otis ha treballat per a les principals cadenes hoteleres, a més de posar ascensors a la Torre Mapfre (Barcelona) o la Torre Picasso i la Torre Repsol a Madrid. També posa ascensors en els grans magatzems d'El Corte Inglés.
Estadísticament, Otis és la companyia de la seva branca més popular del món. S'estima que la població total del món viatja en ascensor i escala Mecànica de Otis cada tres dies. Segons United Technologies, els elevadors Otis carreguen l'equivalent del pes total de tota la població del món cada nou dies.
Otis va ser adquirida per United Technologies el 1976. La companyia té més de 60.000 empleats. La seu de la companyia es troba a Farmington, Connecticut.

### Poma
Poma o Pomagalski S.A és una empressa francesa que construeix cable per ascensors, funiculars, cremalleres, etc. L'empresa va ser fundada per Jean Pomaglaski el 1936. Aquesta empresa coopera amb Otis per a construir ascensors.